# Комерційна журналістика
Комерційна журналістика - це рекламна журналістика. Реклама приваблює людину за допомогою тиску на різні потреби, встановлення асоціацій між товаром і насолодою, задоволенням потреби. Так само і комерційна журналістика приваблює нас до реклами всередині себе за допомогою тиску на людські очікування, бажання і ... страхи. «Потурання низьким смакам» засуджується етикою, але сьогодні вже не потрібно прямо так відверто потурати саме «низьким смакам».
Комерційна журналістика – це текст «на замовлення». Рекламодавець платить ЗМІ, аби про нього зробили гарний матеріал. Редакція це виконує.
Матеріали, розроблені на замовлення, повинні помічатись плашкою "реклама". Якщо замовлений матеріал розміщується без такої плашки, то він отримує зневажливу назву "джинса". 
Комерційна журналістика засуджується і серед медійників, і серед простих людей.